# Prix d'excellence – Promotion de la dualité linguistique
Le Prix d’excellence – promotion de la dualité linguistique (aussi appelé le Prix d'excellence pour la promotion de la dualité linguistique) est remis annuellement par le commissaire aux langues officielles du Canada pour récompenser un groupe ou un individu non assujetti[pas clair] à la Loi sur les langues officielles, mais qui participe activement à la promotion de la dualité linguistique canadienne, au Canada ou à l'étranger. Le prix récompense aussi les gens qui participent au développement des communautés linguistiques minoritaires.
Le prix fut créé à l'initiative du journaliste Graham Fraser en 2009. La première récipiendaire du prix fut Linda Leith, présidente de la fondation Metropolis bleu.

## Récipiendaires
| Année | Récipiendaire               | Commissaire   |
| ----- | --------------------------- | ------------- |
| 2009  | Linda Leith                 | Graham Fraser |
| 2010  | Claudette Paquin            | Graham Fraser |
| 2011  | Le Festival du voyageur     | Graham Fraser |
| 2012  | Bernard St-Laurent          | Graham Fraser |
| 2013  | Justin Morrow               | Graham Fraser |
| 2014  | Le Festival Frye            | Graham Fraser |
| 2015  | Marriette Mulaire           | Graham Fraser |
| 2016  | Canadian Parents for French | Graham Fraser |

Le prix n'a pas été décerné en 2017 en raison de l'absence d'un Commissaire permanent.